# Otto Wernicke
Otto Karl Robert Wernicke (n. 30 septembrie 1893, Osterode am Harz, Saxonia Inferioară, Germania – d. 7 noiembrie 1965, München, RFG) a fost un actor german.

## Biografie și carieră
El este cel mai bine cunoscut pentru rolul său ca inspector de poliție Karl Lohmann în cele două filme ale lui Fritz Lang: M - Un oraș își caută ucigașul și Testamentul doctorului Mabuse. Este primul care l-a portretizat pe căpitanul Smith în primul film „oficial” Titanic (1943).
Wernicke era căsătorit cu o femeie de origine evreiască. Însă, datorită unui permis special și a unei donații substanțiale către partidul nazist i s-a permis să-și continue munca în Germania nazistă. A apărut în filmul epic de propagandă din 1944-1945  Kolberg.

## Filmografie
- Girls You Don't Marry (1924)
- Mrs Worrington's Perfume (1925)
- The Searching Soul (1925)
- M (1931)
- Storms of Passion (1932)
- Peter Voss, Thief of Millions (1932)
- The Bartered Bride (1932)
- The Naked Truth (1932)
- The Testament of Dr. Mabuse (1933)
- The Tunnel (1933)
- Peer Gynt (1934)
- Knockout (1935)
- The Valiant Navigator (1935)
- Uncle Bräsig (1936)
- The Castle in Flanders (1936)
- Street Music (1936)
- Autobus S (1937)
- Dangerous Crossing (1937)
- Secret Code LB 17 (1938)
- Gold in New Frisco (1939)
- D III 88 (1939)
- Maria Ilona (1939)
- Midsummer Night's Fire (1939)
- Three Wonderful Days (1939)
- Ohm Krüger (1941)
- Friedemann Bach (1941)
- Titanic (1943)
- Kolberg (1945)
- Between Yesterday and Tomorrow (1947)
- Long Is the Road (1948)
- Amico (1949)
- Who Drove the Grey Ford? (1950)
- Chased by the Devil (1950)
- Love and Blood (1951)
- Shadows Over Naples (1951)
- Sky Without Stars (1955)

## Legături externe
- Otto Wernicke la Internet Movie Database
- Photographs of Otto Wernicke